# Seagate
Seagate Technology (NYSE: STX) es un importante fabricante estadounidense de discos duros, fundado en 1979 y con sede en Scotts Valley, California. La compañía está registrada en las Islas Caimán. Sus discos duros son usados en una variedad de computadoras, desde servidores, equipos de escritorio y portátiles hasta otros dispositivos de consumo como PVRs, la consola Xbox de Microsoft y la línea Creative Zen de reproductores de audio digital. Seagate fue el mayor fabricante de discos duros para computadora del mundo, lugar perdido a raíz de la compra de la división de almacenamiento de Hitachi, HGST por parte de Western Digital, y el fabricante independiente más antiguo que sigue en el negocio.

## Historia

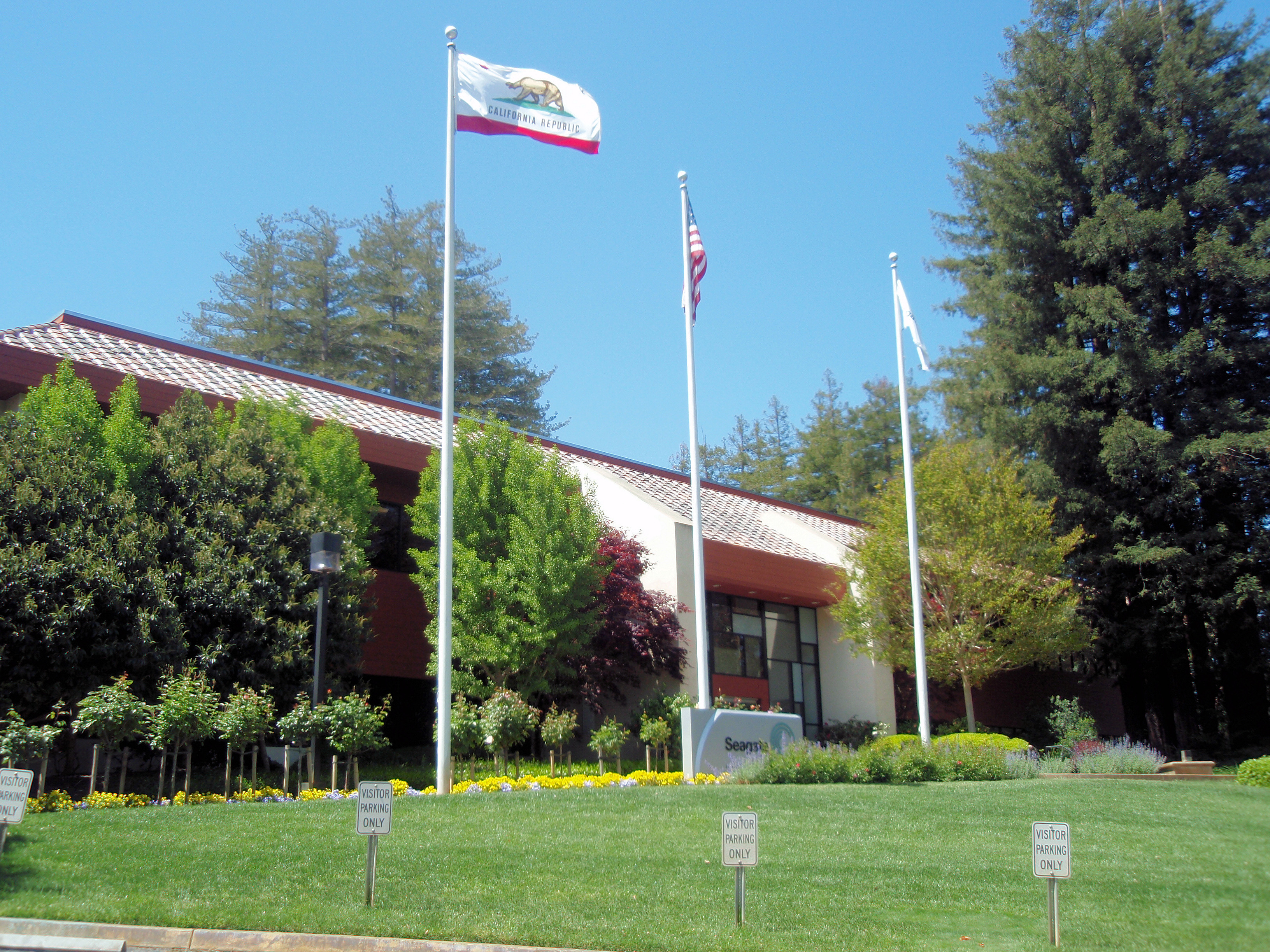
Sede central de Seagate en Scotts Valley, California.

Seagate Technology fue fundada por Alan Shugart (tras el año sabático que siguió a su despido de Shugart Associates) y Finis Conner. Su primer producto, lanzado en 1980, fue el ST-506, el primer disco duro que encajaba con en factor de forma de 5,25 pulgadas de la (por entonces famosa) unidad de «mini-floppy» Shugart. La unidad fue un éxito al que siguió el lanzamiento de una versión de 10 MB, el ST-412.
A lo largo de los años 1980, Seagate vendió principalmente unidades simples que derivadas (y mejoradas) del diseño original del ST-506: la unidad de 20 MB ST-225 y la de 40 MB ST-251 fueron las más vendidas de la época, si bien también lanzaron unidades más rápidas que usaban la tecnología voice coil. Debido a esto, las unidades de Seagate eran consideradas baratas y poco fiables, una reputación no del todo inmerecida por el uso de motores paso a paso para posicionar las cabezas de los discos ST-225 y ST-251. Sin embargo, las unidades Seagate eran tenidas en mejor estima que las de la competencia (principalmente MiniScribe, pero también Microscience, Rodime, Tandon y Kalok). Seagate abandonó por fin los diseños con motores paso a paso a principios de los años 1990: el ST351A/X, una extraña unidad de 40 MB que podía funcionar tanto en un bus ATA como en un XT, fue su último producto en usar un motor paso a paso.
Finis Conner abandonó Seagate a principios de 1985. Tras un intento fallido de crear su propia empresa y un breve periodo como CEO de CMI, en 1986 fundó Conner Peripherals, que originalmente se especializó en unidades de pequeño factor de forma para computadoras portátiles. Conner Peripherals también entró en el mercado de unidades de cinta con la compra de Archive Corporation. Tras diez años por su cuenta, Conner se fusionó con Seagate en 1996.
En 1989, Seagate entró en el mercado de unidades de altas prestaciones con la división de almacenamiento en disco MPI/Imprimis de Control Data. Esto le dio acceso a las patentes de CDC sobre fabricación de discos y tecnología voice coil, así como a las primeras unidades de disco a 5.400 RPM del mercado (la serie CDC Elite). En 1992, Seagate presentó el Barracuda, el primer disco duro comercial con una velocidad de giro de 7.200 RPM. A este siguió el modelo Cheetah (la primera unidad a 10 000 RPM) en 1996 y el X15 (15.000 RPM) en 2000. También presentaron la serie Medalist Pro 7200, las primeras unidades ATA a 7.200 RPM, en 1997. En 2005, Seagate comenzó  a comercializar discos duros de bolsillo. Seagate posee las mayores densidades superficiales de almacenamiento (número de bits almacenados por pulgada cuadrada) de la industria y emplea esta supremacía tecnológica para fabricar unidades de disco más rápidas.
El 21 de diciembre de 2005, Seagate confirmó la adquisición de la marca rival de discos duros Maxtor. Este acuerdo por la compra del total de las acciones está valorado en 1900 millones de dólares. Las firmas afirman que esta operación supondrá un incremento del 10 al 20% en el beneficio por acción tras el primer año completo de operación conjunto. Seagate afirma que la compañía resultante ahorrará unos 300 millones de dólares en gastos operativos tras el primer año completo de integración. La operación fue completada en mayo de 2006.
En abril de 2011 Seagate realizó la adquisición de la división de discos duros de Samsung. Samsung proveerá a Seagate de los chips necesarios para sus unidades, mientras que Seagate aportará discos duros para ordenadores, notebooks, y otros sistemas de Samsung. Lo más importante de este acuerdo es que Samsung hace unidades de estado sólido y esta compra permitirá a Seagate acceder a dicha tecnología. La adopción de los discos SSD ha ganado impulso de forma lenta pero consistente, y el volumen de ventas se encuentra en ascenso. Los discos duros convencionales han llegado a un mínimo de costo histórico, algo que ha colocado mucha presión entre los competidores.

## Estructura
Seagate ha cotizado durante la mayoría de su existencia como una compañía de capital público bajo el símbolo «SGAT» en el NASDAQ, trasladándose en los años 1990 al NYSE bajo el símbolo «SEG». En el 2000, la compañía fue retirada de la bolsa por un grupo de inversión constituido por los directivos de Seagate, Silver Lake Partners y Texas Pacific Group aprovechando una fusión/división de Veritas Software: Veritas se fusionó con Seagate, comprando el grupo de inversión la compañía resultante. Veritas fue entonces lanzada de nuevo a bolsa, ganando derechos sobre la división Seagate Software Network and Storage Management Group (con productos tales como Backup Exec), así como sobre las participaciones de Seagate en SanDisk y Dragon Systems. Seagate Software Information Management Group fue rebautizada Crystal Decisions en mayo de 2001. Seagate volvió a bolsa en diciembre de 2002 bajo el símbolo «STX» en el NYSE.

## Seagate Research
Seagate Research, la división de I+D de Seagate Technology, fue fundada en agosto de 1998 en Pittsburgh (Pensilvania).
El 11 de septiembre de 2006, Seagate ganó el Technology Design Award por su «Tecnología de grabación para discos duros que incrementa dramáticamente la cantidad de información que puede ser almacenada en un único disco».

## Hitos relevantes
- 1980: Seagate construye el primer disco duro comercial de 5,25 pulgadas.
- 1986: El cofundador de Seagate Finis Conner abandona la empresa y funda la rival Conner Peripherals.
- 1992: Compra la división de discos de Control Data Corporation.
- noviembre de 1992: Seagate lanza la primera unidad de disco a 7.200 RPM.
- 1996: Conner Peripherals se fusiona con Seagate.
- octubre de 1997: Seagate presenta la primera unidad de disco con interfaz Fibre Channel.
- marzo de 1998: Seagate fabrica su cabeza de grabación magnética número 1000 millones.
- abril de 1999: Seagate vende su unidad de disco número 250 millones.
- Principios de 2005: Seagate lanza al mercado un disco duro de bolsillo de 5 GB basado en el Seagate ST1.
- junio de 2005: Seagate anuncia las unidades con cifrado de disco completo vía hardware.
- 21 de diciembre de 2005: Seagate anuncia la compra de su rival Maxtor por 1900 millones de dólares.
- 9 de enero de 2006: Seagate es nombrada «Compañía del Año» 2006 por la revista Forbes.
- 16 de enero de 2006: Seagate comienza a vender su primer disco duro de 2,5 pulgadas con tecnología de grabación perpendicular, el Momentus 5400.3.
- 24 de abril de 2006: Seagate anuncia la compra de ActionFront Data Recovery Labs.
- 26 de abril de 2006: Seagate lanza un disco duro de 750 GB, la primera unidad de disco doméstica de 3,5 pulgadas en usar la tecnología de grabación perpendicular.
- 18 de mayo de 2006: Seagate completa la adquisición de Maxtor.[2]
- 12 de diciembre de 2006 – Alan Shugart, cofundador de Seagate Technology,  muere a la edad de 76 años.
- 4 de enero de 2007 – Seagate anuncia al mundo el 3.er disco de 1 TB.
- marzo de 2007 – Seagate se convierte en el primer fabricante en vender discos duros para laptop con el nuevo sistema de construcción con tecnología de cifrado total.
- diciembre de 2011 - Seagate se hace propietario de la división de fabricación de discos duros Samsung.

## Productos
Discos duros para Desktop

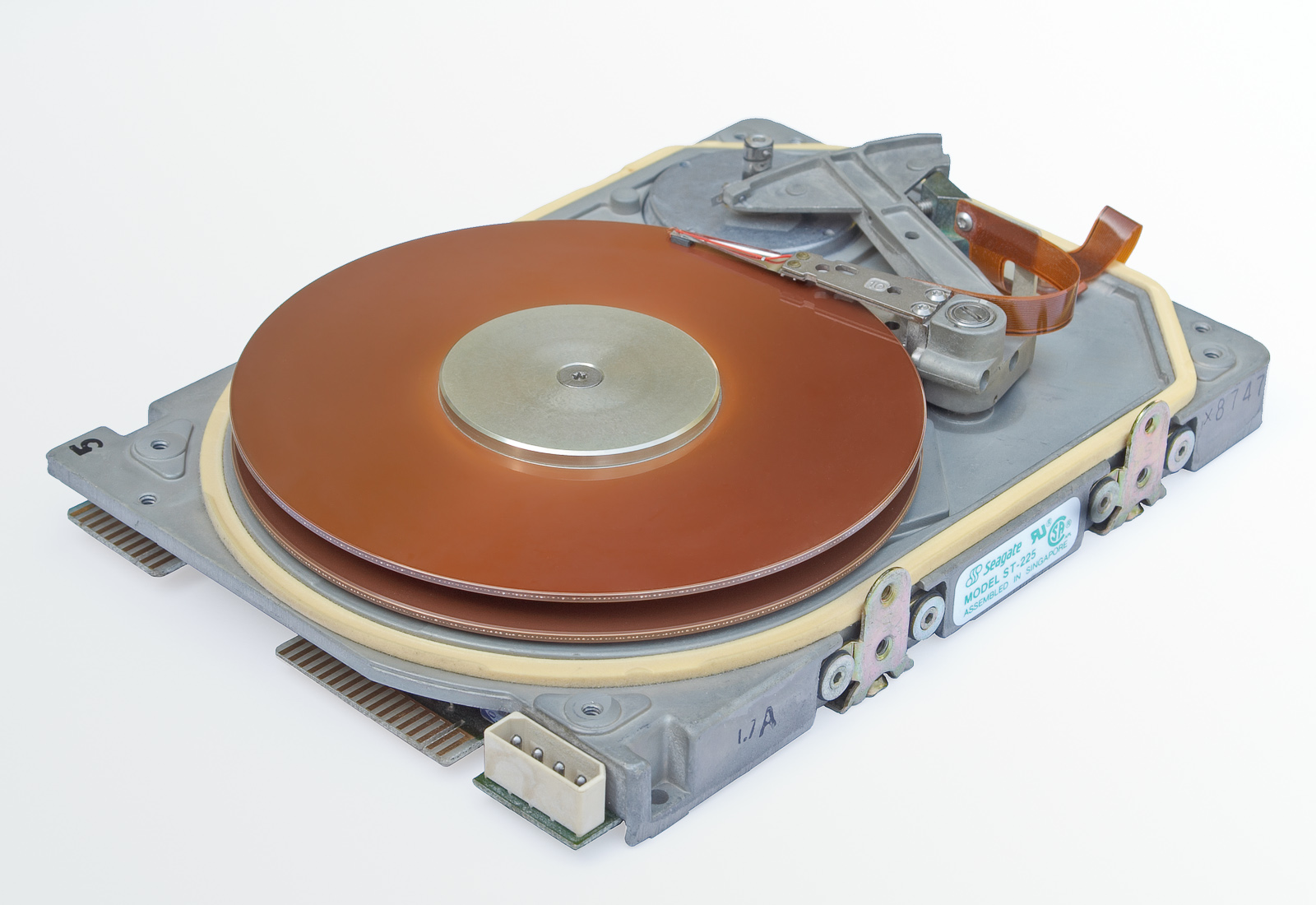
Seagate ST-225.

- Barracuda®, desde 80 GB hasta 2 TB de capacidad, conexiones SATA o ATA, y tecnología de grabación perpendicular.
- Internal 3.5 pulgadas, 7200 rpm y conexiones SATA o ATA.
- DiamondMax® 7200 rpm,desde 40 a 320 GB de capacidad, conexiones SATA o ATA

Discos duros para Laptop
- Momentus® desde 30 a 160 GB
- Maxtor® MobileMax™ 5400 rpm, desde 40 hasta 80 GB, conexión ATA
- Notebook Interno

Discos duros para Server
- Savvio®
- Cheetah®
- Barracuda® ES

Discos duros externos
- FreeAgent™
- ProFreeAgent™ Desktop

Discos duros portables
- FreeAgent™ Go

Discos duros para usos varios
- DB35 Series
- ST1 Series™
- SV35 Series™
- LD25.2 Series™
- EE25 Series™
- Lyrion™
- Seagate D.A.V.E.

## Competidores
- Fujitsu
- Hitachi GST
- Maxtor - Actualmente parte de Seagate
- Samsung
- Western Digital
- Quantum Corp.
- Toshiba